# Proszek redyspergowalny
Proszek redyspergowalny, proszek dyspergowalny – polimer w postaci proszku uzyskany przez odparowanie wody z dyspersji polimerowej, który to po wymieszaniu z wodą ponownie tworzy dyspersje polimerową. Wymiar cząstek polimeru po ponownej dyspersji jest nieco większy niż w dyspersjach (200–1000 nm) i emulsjach (1000–5000 nm) i wynosi zwykle od 1 do 10 μm.
W 2015 wartość rynku proszków redyspergowalnych była szacowana na 1,55 miliardów USD, szacowany wzrost do 2026 roku ma osiągnąć 2,61 miliardów USD.

## Historia
Pierwsze poważne odkrycia w technologii syntetycznej polimeryzacji miały miejsce w latach 1930–1940. Pierwotne próby wytworzenia proszków redyspergowalnych miały miejsce w latach 1950 i opierały się na polioctanie winylu. Rozkwit badań i produkcji nastąpił po 1960 przy skutecznym wprowadzeniu kopolimeryzacji octanu poliwynilu pod ciśnieniem. Obecnie produkowany jest szereg proszków redyspergowalnych bazujących na homopolimerach, kopolimerach octanu winylu powiązanego z etylenem lub styrenem; estru winylowego (vinyl ester) czy laurynian winylu (vinyl laurate).

## Otrzymywanie
Proszek redyspergowalny otrzymywany jest dwuetapowo. W pierwszym etapie polimery jako surowiec są wytwarzane przy polimeryzacji monomerów w postaci dyspersji, następnie w kolejnym kroku są suszone przez rozpylenie pod ciśnieniem. Przed rozpyleniem dodawane są do dyspersji dodatki zapobiegające zbrylaniu (węglan wapnia, krzem) oraz substancje zapobiegające pienieniu się. Zawartość pyłów w proszkach redyspergowalnych (ww. dodatków) osiąga od 5% do 15%.
Suszenie odbywa się przez dostarczenie do komory, w której rozpylany jest polimer, ciepłego powietrza (temperatura w zakresie 170–200 °C). W wyniku wysokiej temperatury faza uwodniona jest usuwana przez parowanie natomiast pozostaje suchy proszek redyspergowalny. Proszek ten przepuszczany jest przez wirnik celem usunięcia ewentualnych zanieczyszczeń.
Aby przeciwdziałać koalescencji podczas przechowywania dodatkowo dodawana jest substancja przeciwzbrylająca.

## Zastosowanie
Polimerowe proszki redyspergowalne mają szerokie zastosowanie przy produkcji farb, lakierów, klejów i chemii budowlanej. Zastosowanie proszków ma na celu zmniejszanie kosztów przechowywania i transportu, dodatkową zaletą jest tworzenie gotowych do użycia komponentów dla odbiorcy.

### Zastosowanie w budownictwie
W budownictwie proszki redyspergowalne znane są zwłaszcza jako składnik zapraw, betonów w tym samopoziomujących, tynków i klejów do płytek.
Podział proszków redyspergowalnych stosowany w polimerach cementowych, zaproponowany przez Ohamę (1995) - zgodnie z rysunkiem, dzieli je na proszki termoplastyczne oraz elastomerowe.
Do proszków redyspergowalnych elastomerowych zalicza się kauczuk Styren-Butadien (SBR styrene-butadiene rubber), natomiast do termoplastcyznych kolejno:
- poli(etylen-co-octan winylu) [EVA poly(ethylene-vinyl acetate)]
- poli(octan winylu-wersenian winylu) [VA/Veo Va poly(vinyl acetate-vinyl versatate)]
- poli(styrene-ester akrylowy) [SAE poly (styrene-acrylic ester)]
- estry poliakrylowe (PAE polyacrylic ester)

Obecnie w cementach stosowane są w większości (ok. 80% rynku) proszki redyspergowalne EVA (z poli(etylen-co-octan winylu)). Proszki te charakteryzują się temperaturą zeszklenia poniżej (Tg) 30 °C.
Przy stosowaniu proszków redyspergowalnych do kompozytów mineralnych dochodzi do modyfikacji matrycy mineralnej kompozytu. Dzieje się to przez wytworzenie połączonych ze sobą błonek polimerowych na powierzchni fazy mineralnej. Wytwarza się wzajemnie przenikająca się mikrostruktura polimerowa oraz mineralna. Faza polimerowa wpływ na właściwości stwardniałego betonu poprzez poprawę odporności na korozję, elastyczności oraz przyczepności.
W klejach cementowych znacząco zwiększają przyczepność produktu do podłoża czy klejonych elementów oraz zwiększają trwałość i elastyczność.
Ilość stosowanego proszku redyspergowalnego zależy od przeznaczenia stosowania w przypadku zapraw klejowych.